# 無咖啡因的可口可樂

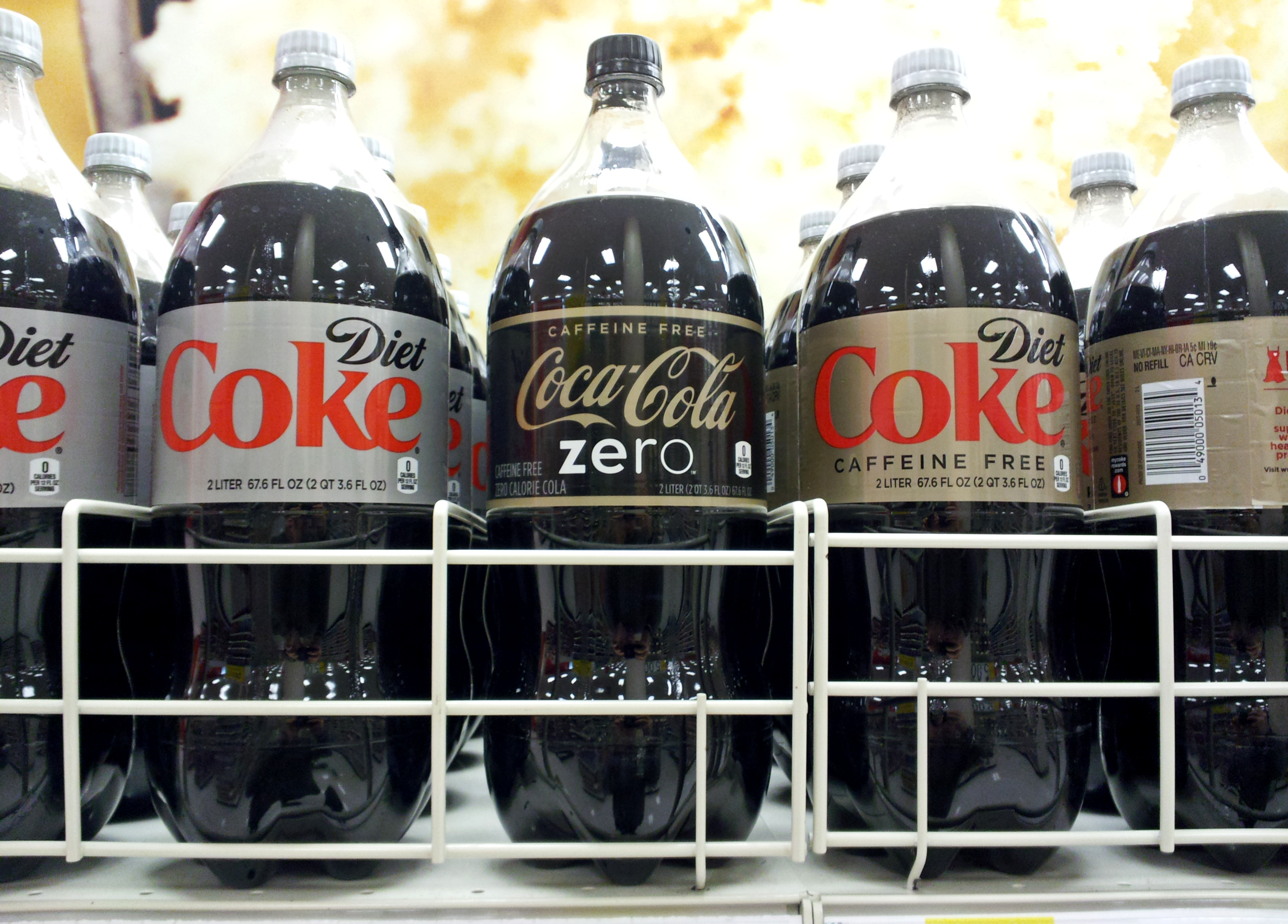
标有“Caffeine Free”（无咖啡因）的可口可乐

無咖啡因可口可樂( Caffeine-Free Coca-Cola )是可口可樂公司於1983年在美國推出的一種無咖啡因汽水。
無咖啡因可口可樂是不含咖啡因的可樂，現時於美國、日本和英國等世界各地發售。競爭對手百事公司則推出了相對產品。
一罐無咖啡因可口可樂中的12個成份含有140卡路里。有45毫克的鈉和39克的總碳水化合物，其中的39克是糖。